# 民意代表
民意代表，又稱為代議士、議員、政治代理人，是由人民以選舉方式產生，代表人民議決政事的公職人員，簡稱民代。按照字面意思解釋，是指代表多數人的意思，也等同於群眾的意見領袖。在現代的代議制度中，人民藉由選舉選出民意代表，來行使間接民主的權利。

## 稱呼
民意代表依所任職機關層級之不同，可分為中央民代與地方民代。中央民意代表通常於各國國會或相當於最高立法機關的政府部門服務，隨著各國體制相異，稱作國會（參議院/上議院、眾議院/下議院）議員、國會（一院制）議員、国民大会代表（2005年凍結）、立法院立法委員、立法會議員、人民代表大會代表等。在各地方民意機關，有州議會、省議會、直轄市議會、縣議會、市議會、区議會議員，或稱省（縣、市、鄉鎮）人大代表、鄉（鎮、市、區）民代表會代表等。

## 特權
通常議員在議場內受保護，在會內所作言論及表決對外不必負責，並且有不被逮捕的特權。有些議會只限會期內有保護不被逮捕，而有些議會不分會期或休會期間皆有保護。
以中華民國為例：憲法第七十三條規定「立法委員在院內所為之言論及表決，對院外不負責任。」第七十四條規定「立法委員除現行犯外，在會期中，非經立法院許可，不得逮捕或拘禁。」
中華民國之地方制度法第五十條規定「直轄市議會、縣（市）議會、鄉民（鎮民、市民）代表會開會時，直轄市議員、縣（市）議員、鄉民（鎮民、市民）代表對於有關會議事項所為之言論及表決，對外不負責任。但就無關會議事項所為顯然違法之言論，不在此限。」第五十一條規定「直轄市議員、縣（市）議員、鄉（鎮、市）民代表除現行犯、通緝犯外，在會期內，非經直轄市議會、縣（市）議會、鄉（鎮、市）民代表會之同意，不得逮捕或拘禁。」

## 議員產生
國會及地方議會議員由公民直接選舉產生或是下一級之地方議會實施間接選舉產生，或是依照政黨比例產生。地方之議員由該級地方人民直接選舉產生，或由下一級地方之議會實施間接選舉產生。議員對選民或產生他的機構負責，通常投票產生的議員可以被罷免；而依照政黨比例代表（不分區）的議員，除非失去黨籍，否則不能被罷免。
不同國家的議員選舉有不同的選舉制度，有單一選區制、複數選區制、混合制、聯立制、並立制及比例代表制。
單一選區制，即是每一個選區中只產生一名議員，此種制度對於強勢的政黨比較有利，容易形成兩黨制。單一選區主要在美国、法國、中華民國的區域立法委員及其他西敏制国家。
複數選區制，又可稱为分區比例代表制，則是每一個選區中可產生多名議員，這種方法可以保障小黨或是無黨籍的候選人當選。在這種制度下（尤其是不可轉移單票制），同一政黨之候選人們必須避免其中一兩人的票數過高導致該黨只有少數人當選，因此產生了配票機制。主要在日本、意大利、中華民國的原住民立法委員及地方議員等。
比例代表制，議員根據政黨得票比例根據大區或全國不分區選出，主要在歐洲、拉丁美洲国家的議會選舉及中華民國的全國不分區立法委員等。

## 權力限制
通常在法律或是各議會的內部法規規定議員對於個人利害關係的議案審議及表決應主動迴避，不得參與，以免發生利益衝突。

## 議長、副議長
議長、副議長通常被視為一個議會的領導人和副領導人，其人選一般由該議會所有的議員互相推選而產生，所以正副議長也具有議員資格。不過，隨著政治制度不同，議長、副議長的產生方式以及所扮演的角色也會有些微差異，以下將詳細介紹。
通常，議長及副議長主持會議時，必須保持中立，原則上不參與議會各項表決，除非表決時票數相等，才會追加投票。

### 各國制度

#### 美国
在美国，參議院議長由副總統兼任。但副總統無參議員資格，只是有時會主持會議，平常不參與投票，除非當投票平手時才會投下關鍵一票。參議院设臨時議長，一般由多數黨最資深成員出任，但亦只會偶爾主持會議，實際上由多數黨领袖決定會議議程及投票程序。而眾議院的首長為眾議院議長，具有重要的领導地位，由於眾議院議長是由眾議院成員選舉出來的，因此眾議院議長幾乎總是多數黨的成員，一般他本人就是多數黨在眾議院中的首領。由此，眾議院議長是一個有傾向性及具重要決策權的政治人物。雖然在眾議院中另有一個多數黨領袖（Majority Leader）及黨鞭（Majority Whip），但他們一般是多數黨的第二及第三把手，而眾議院議長則是多數黨的首席領袖。但是一般來說在沒有必要的情況下眾議院議長不參加投票（重要法案除外）。在形式上，眾議院議長是美國立法機構中的最高官員，亦是一個全國知名的政治人物。因為根據美國總統繼任順序，眾議院議長僅次於副總統，故眾議院議長具重要政治影響力。在野時的眾議院議長成為事實上的反對黨領袖。

#### 英国
在英國，英國下議院議長由下議院議員互選產生，並負責主持會議。與美國不同，下議院議長雖然地位崇高，但主持會議時應保持中立。議長獲下議院兩大政黨支持，故和兩位副議長需要脫離所屬黨派，不受政治影響。因議長在任時保持中立，故在議長任內，主要政黨均不會派員在議長所屬的選區競逐議席。

#### 日本
在日本，參議院、眾議院議長由議員互選產生，众議院議長和兩位副議長均需脫離政黨運作，保持政治中立。參議院議長當選後也需脫離政黨運作，保持政治中立。

#### 朝鮮民主主義人民共和國
在朝鮮民主主義人民共和國，最高人民會議議員候選人須經朝鮮勞動黨核准，才能正式參選。最高人民會議設議長一人、副議長二人；並設常任委員會，由最高人民會議任命委員長一人。最高人民會議休會期間，由常任委員會行使立法權。

#### 大韓民國
在大韓民國，國會議長由議員互選產生，任期兩年，並不得連任（國會任期四年）。議長和兩位副議長均需脫離政黨運作，保持政治中立。

#### 中華民國（臺灣）
在中華民國，立法院設院長、副院長各一人，其職能相當於他國之國會議長、副議長。依中華民國現行法律規定，立法院院長及副院長由所有立法委員互選產生，且全體立法委員皆為當然候選人。通常，正副院長由多數黨立法委員當選，也是多數黨在立法院中之重要領袖之一。依照規定，立法院院長及副院長不得擔任政黨職務，並須本於公平公正之中立原則，依法行使職權。

#### 中华人民共和国
在中華人民共和國，全国人民代表大会常务委员会委员长是全国人民代表大会常设机构常务委员会的首长，即是全国人民代表大会常务委员会的议长，与副委员长等均由所有全国人民代表大会代表互选选出。因議行合一的體制，委员长具重要政治權力。

##### 香港
在香港，立法會主席為香港立法會的議長，而內務委員會主席則為香港立法會的副議長，副主席則為香港立法會的第二副議長。

##### 澳門
在澳門，政府採取「行政主導」政策，立法會大多為官方委任或間接選舉產生的議員，直接選舉產生的議員席次則不超過一半。立法會每屆之法定任期為4年，並由議員互選產生主席、副主席各一人。